# Lac de Marmorera
Le lac de Marmorera est un lac alpin artificiel, situé sur le col du Julier, dans la commune de Marmorera (canton des Grisons), en Suisse.

## Géographie

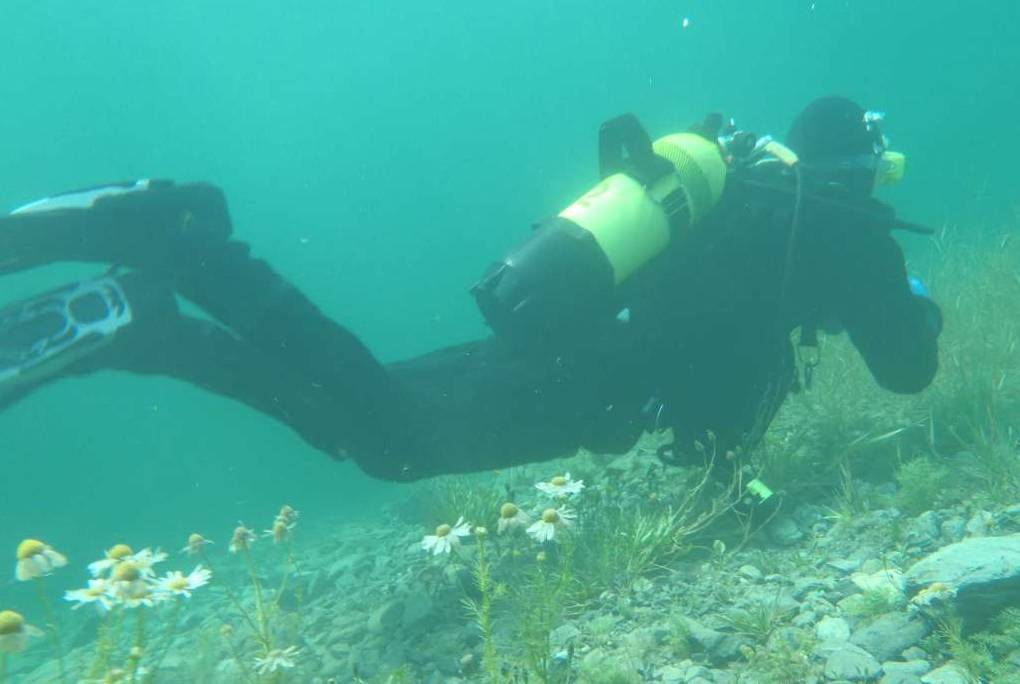
Plongeur autonome dans le lac de Marmorera.

Il est traversé par la rivière Julia.

## Histoire
Lorsque le barrage de Marmorera fut terminé, en 1954, l'ancienne commune Marmorera fut engloutie et reconstruite au-dessus du barrage et sur la route du col du Julier.

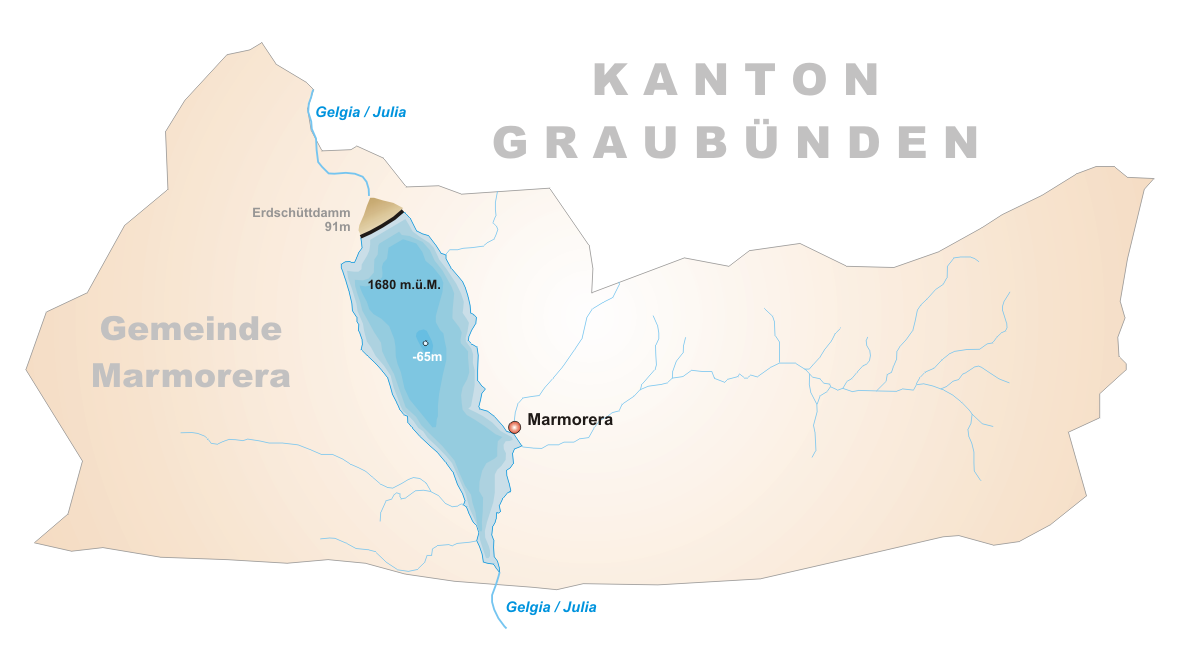
Carte du lac de Marmorera.

## Source
- (de) Cet article est partiellement ou en totalité issu de l’article de Wikipédia en allemand intitulé « Lai da Marmorera » (voir la liste des auteurs).